# セネガルの音楽

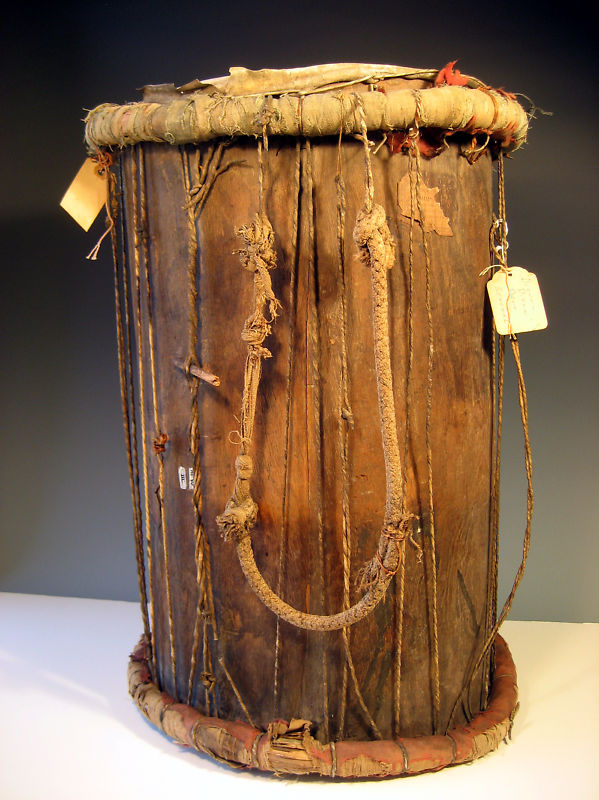
シネの19世紀のジュンジュン。

セネガルの音楽（Música de Senegal）は、さまざまな民族グループからの保守的な音楽の発展であるムバラックスの人気と、ユッスー・ンドゥールによって国際的に普及したサバールの太鼓により、海外で最もよく知られている音楽。

## セネガルの楽器

### リスト
- ボンボラ
- イルラム
- トゥガカラット
- オオガ
- ガーティム
- クヴァワシ
- ガータ
- シロム
- 木琴（セネガル・ブラジル・中国・スーダン・エクアドル周辺）
- ザゾリ
- ボルビア

## 国民的音楽
植民地時代、セネガルはフランスに植民地化され、すべてではないが多くのセネガル人がアフリカ民族ではなくフランス人であると認識した。独立後、ネグリチュードの哲学が生まれ、セネガルのグリオの伝統はフランスのクラシック音楽と同じくらい有効で、古典的で意味のあるものであるという考えを支持した。セネガルの初代大統領、レオポルド・セダール・サンゴール (詩人でもある) は、この主要な提唱者の1人であった。セネガルの国歌「Pincez tous vos koras, frappez les balafons」（「すべてのコラを摘み取り、バラフォンを打つ」）は、1960年に採用された。サンゴール大統領によるその歌詞は、セネガル音楽の伝統に言及しており、その音楽はHerbert Pepper (fr) によって作曲された。

## 伝統音楽
民族的には、セネガルの人口は41.3%がウォロフ族、17.8%がフラ族、14.7%がセレール族、4.9%がマンディンカ族、3.7%がジョラ族、2.1%がソニンカ族であり、1%がヨーロッパ人とレバノン人、6.4%が「その他」に分類されている。セネガル音楽は、さまざまな民族グループやグリオの影響を受けている。それは速くて活気がある傾向があるが、歌詞は古典的なウォロフであり、シネ王国のセレール族のサバル音楽で使用されるリズムがあり、サルーム王国に広がり、そこからウォロフの移民がウォロフ王国にそれをもたらした。ンダァ (リード・ドラム)、サバール (リズム・ドラム)、およびタマ (トーキング・ドラム) パーカッション・セクションは、そのテクニックの一部をンジューップの儀式音楽にまでさかのぼる。セレール族の人々は、複雑に重なり合う旋律を日常の言語に吹き込み、声とリズムの激しい協調的な層を儀式に吹き込む。
ンジューップは、古代の宗教的な詩を唱えるときに使用されるタッスの祖先でもあった。セネガンビアのグリオ族は、結婚、命名式、または後援者の称賛を歌うときに今でもそれを使用している。ほとんどのセネガルとガンビアのアーティストは、曲でそれを使用している。それぞれのモチーフには目的があり、さまざまな場面で使用される。個々のモチーフは、特定の家族の歴史と家系図を表すことがあり、結婚式、命名式、葬儀などで使用される。

## 独立後のポピュラー音楽

### 1950年代と1960年代
独立前のセネガルのポピュラー音楽は、ヨーロッパの音楽、つまりアメリカとフランスの歌を演奏するナイトクラブのダンス・バンド (オーケストラ) で構成されていた。独立が近づき、国が植民地時代からの脱却を模索するにつれ、セネガルのポピュラー音楽は、アフリカ中でポピュラーになったキューバ音楽の影響を受け始めた。イブラ・カッセのスター・バンドは、1960年代と1970年代で最も有名なオーケストラであり、セネガル音楽の近代化のリーダーであった。ナイジェリアのサックス奏者、デクスター・ジョンソンが率いるスーパー・スター・ド・ダカールは、スター・バンドからスピンオフし、1960年代のダカールを代表するもう1つのバンドであった。どちらも、キューバ音楽の影響を強く受けたスタイルを演奏したが、伝統的なアフリカ音楽の要素が存在した。
カザマンスと呼ばれるセネガルの南部にはマンディンカ族の少数派が多く、1950年代後半にコラの達人が生まれ始めた。バンド「トゥーレ・クンダ」は、このシーンから生まれた最も人気のあるグループであり、すぐに世界中で大規模なコンサートを開始した。

### 1970年代と1980年代
1970年代には、伝統的なセネガル音楽の影響が大きくなった。サバールやタマなどの伝統的な太鼓は主要なオーケストラによって導入され、音楽は主にラテン語の影響を受けたものからムバラックスとして知られるセネガル・スタイルへと10年間で進歩した。スター・バンドと1970年代からの3つの分派は、音楽の進化に重要な役割を果たした。1970年にオーケストラ・バオバブがスター・バンドから脱退し、続いて1976年にナンバー・ワン・ド・ダカールが脱退した。3つのバンドはすべて、当時のセネガルのナイトクラブバンドの一般的なラテンダンススタイルに伝統的な音楽スタイルを統合したことで注目に値した。ティエスの町では、ローヤル・バンド・ド・ティエスとジェウフ・ジェウル・ド・ティエスもセネガルのポピュラー音楽の進化に影響を与えたと考えられている。
1977年、リズムセクション全体とスターバンドの他の多くのパフォーマーがエトワール・ド・ダカールを結成するために去った。彼らはすぐに同胞を凌駕し、エル・ハジ・フェイとユッスー・ンドゥールのキャリアをスタートさせた。フェイとンドゥールはセネガルの最初のポップ・スターであったが、名声のストレスがすぐにバンドをバラバラにした。フェイとギタリストバドウ・ンディアイエはエトワ2000を結成し、「ボウ・ボウ・ンガリー」でヒットをリリースしたが、同様のサウンドのアルバムを3枚出した後、すぐに姿を消した。
ンドゥールとエトワール・ド・ダカールの他のメンバーは、シュペール・エトワール・ド・ダカールとして知られるようになり、数か月以内に4枚のアルバムをリリースした。シュペール・エトワール・ド・ダカールは、ンドゥールのバック・バンドに進化した。彼はすぐにこの国で、そしておそらく西アフリカ全体で最も人気のあるパフォーマーになった。彼はセネガル化されたキューバ音楽に、伝統的なラップ(tassou)、ンジューップ、バコウ音楽 (Sererレスリングに伴うトリルの一種)、サバールなどの楽器など、より伝統的な要素を導入した。
ンドゥールなどがキューバ音楽をアフリカ化した一方で、影響力のある別のバンドクサラムは、アメリカのファンクやジャズで同じことを行っていた。彼らは1970年に結成され、当時はドラマーのプロスパー・ニャン (Prosper Niang) が率いていたが、物議を醸す歌詞となじみのないジャズ・サウンドが人気を失い、1973年にグループはパリに移った。そこでは、キーボードにジャン=フィリップ・リキエルが加わった。クサラムは、ローリング・ストーンズやクロスビー，スティルス，ナッシュ&ヤングなどのグループとツアーを行い、最終的に1988年のクサリットでセネガルで成功を収めた。
1970年代後半、ムバラックスのリズムと好戦的なポピュリズムをジャズやレゲエの影響と融合させたシュペール・ジャモノというバンドが結成された。彼らの1982年の『ジゲヌンダカル』は特に人気があった。1980年代半ばまでに、シュペール・ジャモノはセネガルのトップ・バンドの1つになり、シュペール・エトワール・ド・ダカールとの熾烈な競争を繰り広げた。バンドの人気は低下したが、1991年にオマー・ペネが再結成したことでやや鈍化した。

### 1990年代から現在まで
1990年代に入ると、カヨールの王であるラト・ディオールの子孫であるティオーネ・セックは、オーケストラ・バオバブからソロ・スタードームに上り詰め、最終的にラーム・ダーン (目標に向かってゆっくりと這う) と呼ばれる彼自身のバンドを結成した。彼は多くの人気のあるリリース、特に『Diongoma』と『Demb』で電子楽器を使用した。同じ時期に、シュペール・ジャモノのメンバーであるイスマエル・ローが台頭し、「Attaya」、「Ceddo」、「Jele bi」などの大ヒットを記録した。
バーバ・マーイもセネガルの人気歌手である。彼はポドール出身で、パリで音楽を学ぶための奨学金を獲得した。帰国後、彼は盲目のギタリストであり家族のグリオであるマンスール・セックと共に伝統音楽を学び、バンド・ダンデ・レノールで演奏を始めた。1984年に録音された彼の『ジャム・レーリイ』は、1989年にリリースされた後、英国で批評家のセンセーションを巻き起こした。マールのフュージョンは次の10年間も続き、ラガ、サルサ、ブルトン・ハープの音楽を使用してポピュラーなサウンドを生み出した彼の『Firin' in Fouta』 (1994) アルバムは、ラッパーのグループであるポジティブ・ブラック・ソウルのキャリアを開始し、アフロ・ケルト・サウンド・システムの形成へ。彼のフュージョンの傾向は、7人のプロデューサーの1人としてブライアン・イーノをフィーチャーした1998年の『Nomad Soul』にも引き継がれた。
女性のパフォーマーは西アフリカの他の場所で人気を博していたが、セネガルの女性は1990年代以前はほとんど機会がなかった。女性による最初の国際リリースは、キネー・ラムの「Cheikh Anta Mbacke」(1989) であった。この曲の成功により、ファトー・ゲウェル、マディオディオ・ニン、ダロ・ムバエ、カー・ムバエ・メディアガなど、一連の女性パフォーマーが生まれた。しかし、ラムはおそらく1990年代で最も影響力のある女性ミュージシャンであり続け、1993年のスヌ・チオサンにベースギターとシンセサイザーを追加することで、サバール・アク・ザラム・アンサンブルの現代化されたバージョンを作成した。1998年にリリースされたファトウ・グゥウェルのCD『Fatou』は、ムバラックスに大きな影響を与えた。これは、彼女のバンド「グルッペ・ソウプ・ノレイニ」にも当てはまる。
新しい世紀には、ヴィヴィアン・ンドゥールが台頭し、シュペール・エトワールのユッスー・ンドゥールのバッキング・ボーカリストとして最初のブレイクを果たした。彼女はセネガルとディアスポラでよく知られており、フランスのラップスター、モコベとズークのアーティスト、フィリップ・モンティエロと協力し、RnB、ヒップホップ、その他の要素を彼女自身のスタイルの Mbalax に取り入れている。
アコースティック・フォーク・ミュージックも、セネガルの音楽文化に足跡を残している。このジャンルに貢献したアーティストには、ルフィスクのTAMA、パプ・アーマンド・ボーイェ、レ・フレール・ギゼ、パプ・エ・シェク、シェク・ローなどがある。
しかし、1990年代のセネガルの最大のトレンドはヒップホップであった。伝統文化には、結婚式の翌朝、ラオベの木工クラスの女性が行う正式なタッソウなどのラップの伝統が含まれる。現代のセネガルのヒップホップは、ほとんどがウォロフ語であり、英語とフランス語もいくつかある。ポジティブ・ブラック・ソウルは国内で最も有名なグループで、ダーラ・J、ゴー＝ビー・システム、ワゲブルも同様である。セネガル系フランス人のラッパー、MCソラーは非常に有名なミュージシャンである。セネガル生まれのエイコンは、世界的に有名になった。
2008年、英国のミュージシャン、ラモン・グースはダカールを訪れ、セネガルのグリオディアベル・シソコと協力して、アフリカン・ブルースと伝統的な西アフリカのスタイルを探求するアルバム『Mansana Blues』をレコーディングした。これが西アフリカン・ブルース・プロジェクトの形成につながった。